# Feketenyék
Feketenyék (szlovákul Čierna Voda, korábban Čierne Nekyje) község Szlovákiában, a Nagyszombati kerületben, a Galántai járásban.

## Fekvése
A mátyusföldi község a Kisalföldön, Galántától 9 km-re délnyugatra, a Fekete-víz partján fekszik.

## Élővilága
Feketenyéken korábban fészkeltek gólyák, manapság azonban nincs adatunk költésről.

## Története
Nevét a honfoglaló Nyék törzstől eredeztetik. 1113-ban Nek alakban említik először. A 14. század elején Csák Máté birtoka, később a semptei váruradalomhoz tartozott, majd 1817-ig a cseklészi uradalom része volt. Lakói főként mezőgazdasággal és sószállítással foglalkoztak. A község legrégibb fennmaradt pecsétje 1688-ból való, felirata Pagus Neik 1688. Iskolájának legkorábbi említése 1847-ből származik.
Vályi András szerint "NYÉK. Két falu Posony Várm. egyiknek földes Ura G. Eszterházy Uraság, melly fekszik Hídas Kürthöz 1/4 órányira, és annak filiája, másiknak pedig több Urak, ez fekszik Ollas Tejedhez 1/2 órányira, Várkonyhoz sem meszsze, és annak filiája, lakosai katolikusok, harántbéli földgyeik az Alsó Csallóközi járásban lévén közép termékenységűek réttyeik, és erdőjik jók, a’ másiknak réttye, legelője jó, de erdeje nints, piatzozások Szerdahelyen, és Somorjában.
" 
Fényes Elek szerint "Nyék, magyar falu, Poson vmegyében, Bőshöz 1 órányira, lapályos vidéken. Lakja 540 kath., 26 zsidó. Szénája nagy bőséggel, kivált ha az esztendő szárazabb, azonban idegen marha nem kedvesen eszi. Szarvasmarhát, lovat, szépet nevel, szántóföldjei perjések. Birtokosai több nemesek. Ut. p. Somorja."
A trianoni békeszerződésig Pozsony vármegye Galántai járásához tartozott.
A második világháború utáni években a csehszlovák hatóságok 214 magyar lakosát Magyarországra, Mosonszolnokra telepítette.

## Népessége
| Év:            | 1994. | 2004.   | 2014.   | 2024.   |
| -------------- | ----- | ------- | ------- | ------- |
| Emberek száma: | 1321  | 1410    | 1377    | 1397    |
| Eltérés:       |       | +6,73 % | -2,34 % | +1,45 % |

| Év:            | 2023. | 2024.   |
| -------------- | ----- | ------- |
| Emberek száma: | 1408  | 1397    |
| Eltérés:       |       | -0,78 % |

1880-ban 616 lakosából 551 magyar és 27 szlovák anyanyelvű volt.
1890-ben 681 lakosából 649 magyar és 25 szlovák anyanyelvű volt.
1900-ban 673 lakosából 652 magyar és 19 szlovák anyanyelvű volt.
1910-ben 705 lakosából 695 magyar, 7 szlovák és 3 német anyanyelvű volt.
1921-ben 820 lakosából 794 magyar, 18 zsidó, 5 csehszlovák nemzetiségű és 3 állampolgárság nélküli volt. Ebből 765 római katolikus, 27 evangélikus, 25 izraelita és 3 református vallású volt.
1930-ban 941 lakosából 912 magyar, 17 csehszlovák, 6 zsidó, 4 német nemzetiségű és 2 állampolgárság nélküli volt.
1941-ben 993 lakosából 985 magyar és 8 szlovák volt.
1970-ben 1296 lakosából 1190 magyar és 85 szlovák volt.
1980-ban 1320 lakosából 1267 magyar és 50 szlovák volt.
1991-ben 1264 lakosából 1200 magyar és 64 szlovák volt. 
2001-ben 1375 lakosából 1271 magyar és 99 szlovák volt.
2011-ben 1397 lakosából 1219 magyar, 159 szlovák, 2 lengyel és 17 ismeretlen nemzetiségű volt. Ebből 1263 magyar és 120 szlovák anyanyelvű volt.
2021-ben 1424 lakosából 1142 (+21) magyar, 270 (+19) szlovák, (+1) cigány, 4 (+3) egyéb és 8 ismeretlen nemzetiségű volt.

## Neves személyek
- Itt született 1879-ben Cservenka Kálmán nagyhindi plébános, kerületi esperes, egyházi tanfelügyelő.
- Innét származik Csadi Zoltán (1983) magyar színész, rendező.

## Nevezetességei

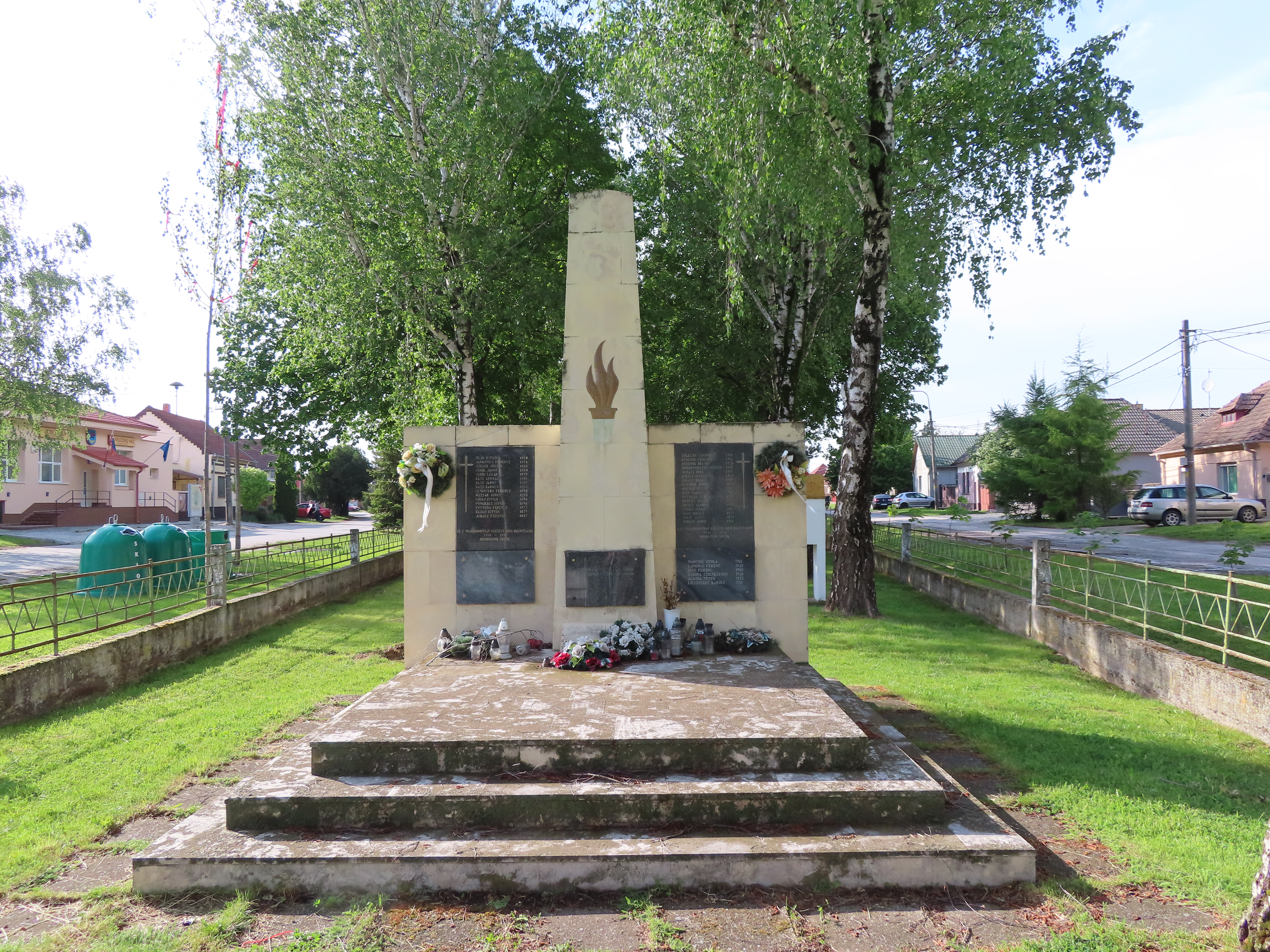
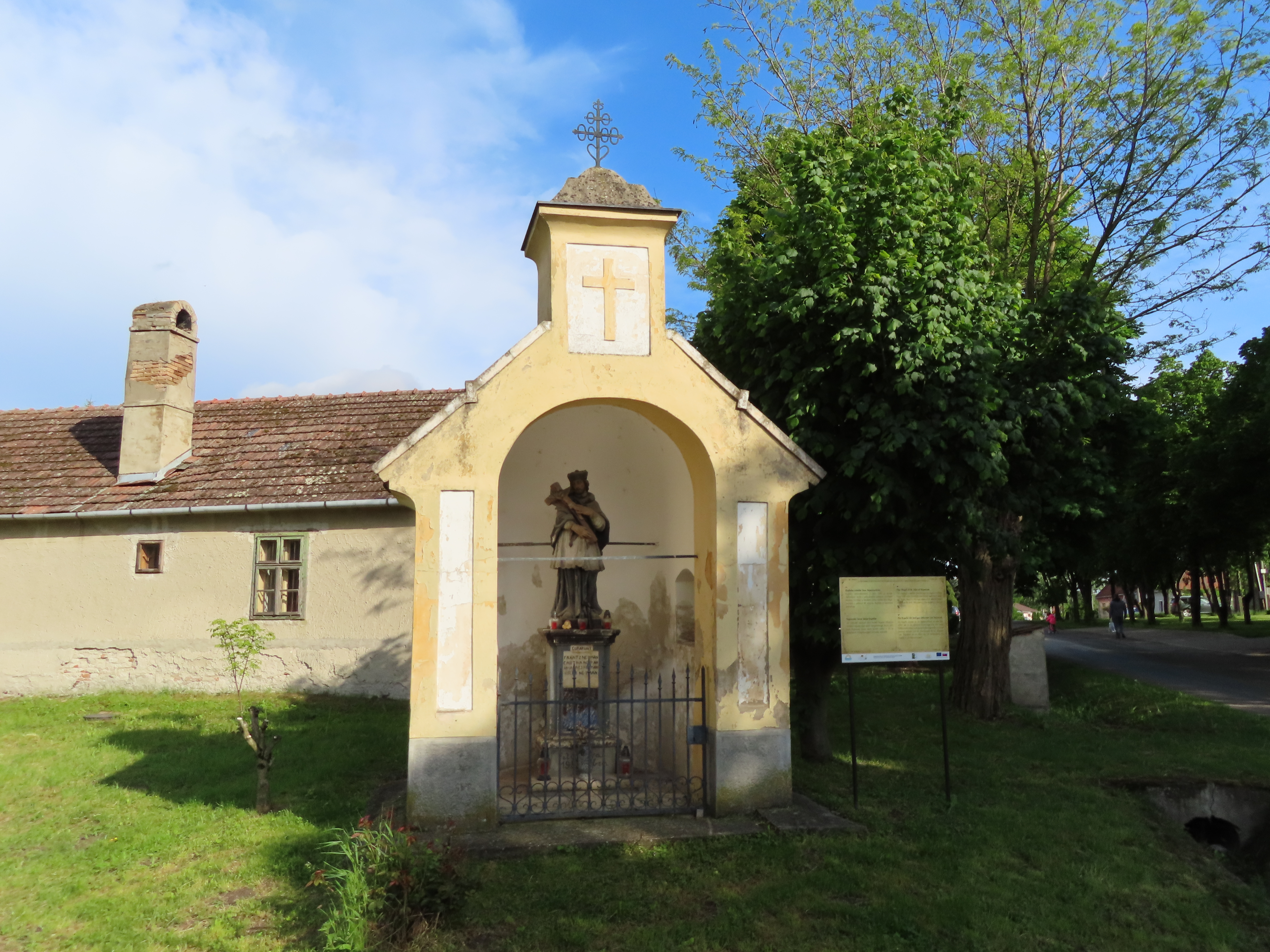
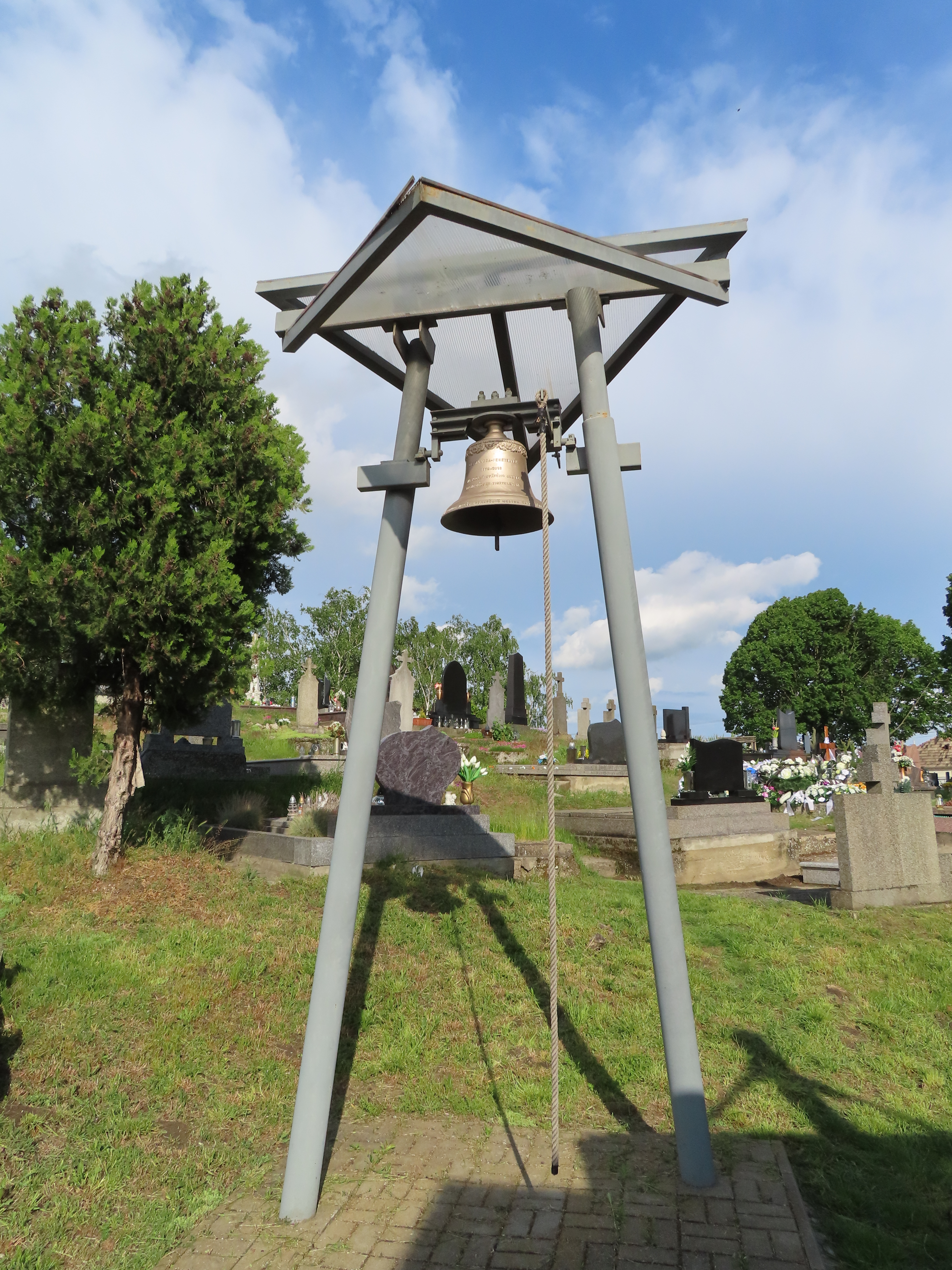
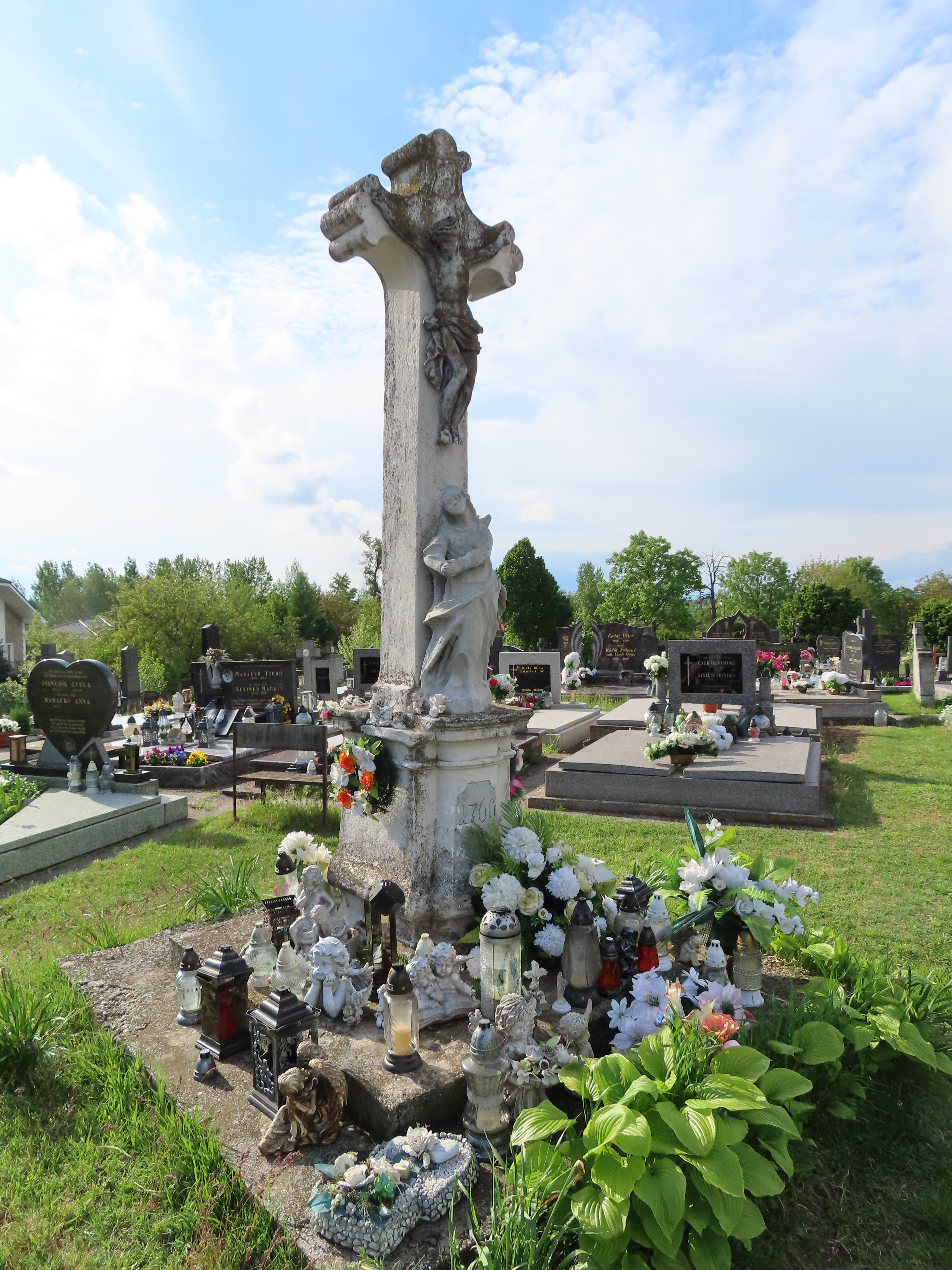
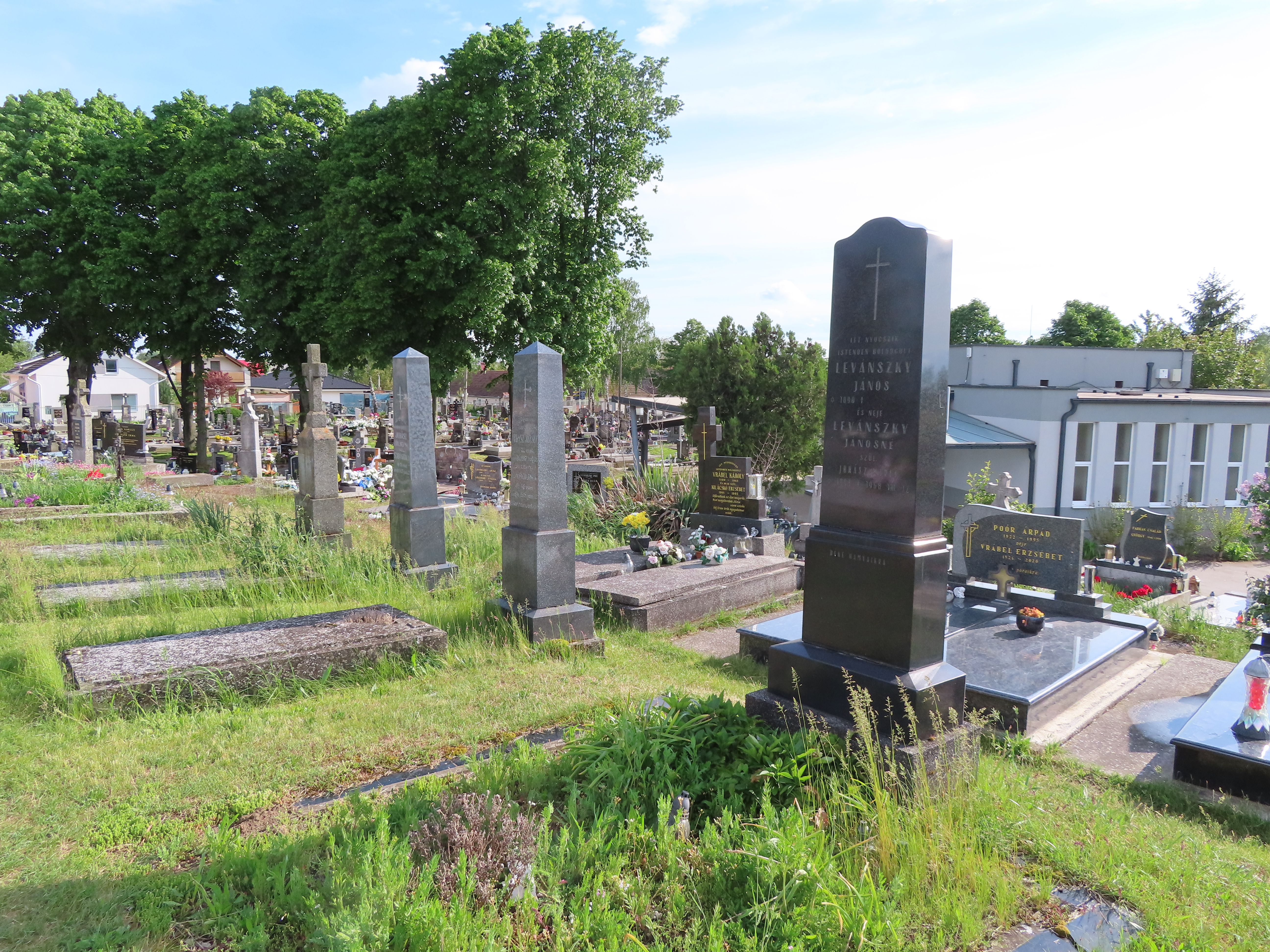

- Szűz Mária tiszteletére szentelt római katolikus temploma a 20. század elején épült, 2002-ben megújították. Orgonáját 2006-ban újították fel.
- Művelődési házát 2000-ben újították fel.
- A Szabadtéri színpad a falu kulturális rendezvényeinek színhelye.

## Külső hivatkozások
- Hivatalos oldal
- Községinfó
- Feketenyék Szlovákia térképén
- E-obce.sk